# Indrias Rehmat
Indrias Rehmat (* 1. Juli 1966 in Okara, Pakistan) ist ein pakistanischer Geistlicher und römisch-katholischer Bischof von Faisalabad.

## Leben
Indrias Rehmat trat in das Knabenseminar in Faisalabad ein und studierte anschließend am Priesterseminar in Karatschi. Am 25. September 1992 empfing er das Sakrament der Priesterweihe für das Bistum Faisalabad.
Nach der Priesterweihe war er zunächst bis 1995 in der Pfarrseelsorge tätig und studierte anschließend bis 2000 Moraltheologie an der Päpstlichen Akademie Alfonsiana in Rom, wo er zum Dr. theol. promoviert wurde. Seit dem Jahr 2000 lehrte er Moraltheologie am National Catholic Institute of Theology in Karatschi, dessen Dekan er 2014 wurde. Von 2000 bis 2006 war er außerdem in der Priesterausbildung am Priesterseminar in Karatschi tätig. Nach zwei Jahren missionarischer Tätigkeit im Bistum Hyderabad in Pakistan war er von 2009 bis 2014 Pfarrer in Karatschi.
Am 29. Juni 2019 ernannte ihn Papst Franziskus zum Bischof von Faisalabad. Der Erzbischof von Karatschi, Joseph Kardinal Coutts, spendete ihm am 13. September desselben Jahres in Faisalabad die Bischofsweihe. Mitkonsekratoren waren der Apostolische Nuntius in Pakistan, Erzbischof Christophe Zakhia El-Kassis, und Rehmats Amtsvorgänger Joseph Arshad.